# Attheyella huaronensis
Attheyella huaronensis är en kräftdjursart som först beskrevs av Delachaux 1918.  Attheyella huaronensis ingår i släktet Attheyella och familjen Canthocamptidae. Inga underarter finns listade i Catalogue of Life.